# 仲野裕
仲野 裕（なかの ゆたか、1951年1月10日 - ）は、日本の俳優、声優。懸樋プロダクション所属。東京都生まれ、神奈川県横浜市出身。

## 略歴
横浜商科大学高等学校卒業。劇団昴を経て、2011年5月よりメディアフォースに所属していたが、2014年1月に同社が廃業するに伴い、フリーの期間を経て、同年8月より懸樋プロダクションに所属。

## 人物
多数の外国映画で吹き替えを務めているが、本業は舞台俳優である。
日本俳優連合の理事を務めていた時期もある。
吹き替えではケヴィン・スペイシーやジョン・スラッテリーなどを持ち役としている。また、津嘉山正種に代わってケヴィン・コスナーを担当する機会が増えている。
趣味は陶芸とダイビングで、後者は夏に伊豆へ行って行っているという。

## 出演
太字はメインキャラクター。

### テレビアニメ
1991年
- 魔法のプリンセス ミンキーモモ（運転手、大男）

1993年
- 無責任艦長タイラー（タナール）

1994年
- とっても!ラッキーマン（ジョージワシントンの父）

1995年
- ふしぎ遊戯（倉田永之介、主人）

1996年
- シンデレラ物語（国王、ブレード）
- 天空のエスカフローネ（フレイド公王）

1997年
- EAT-MAN（レックス）
- こどものおもちゃ（風花 父、教頭先生）
- それいけ!アンパンマン（1997年 - 、王様、たまご大臣〈初代〉、お茶漬けサクサクさん〈2代目〉、左大臣〈2代目〉、もくもく仙人〈代役〉）
- 手塚治虫の旧約聖書物語（エプス王）
- 名探偵コナン（1997年 - 2006年、寺沢紀夫、大野忠雄、白木大介、斎藤巡査部長、中条勝則、玉名警部、中谷春彦 他）
- マッハGoGoGo（髭面）
- 烈火の炎（犬、大統領）

1998年
- カウボーイビバップ（ボブ）
- デビルマンレディー（医師、アスカの父）

1999年
- ∀ガンダム（アジ大佐）

2000年
- タイムボカン2000 怪盗きらめきマン（門番、ヘクソン）

2001年
- 犬夜叉（家老）
- 旋風の用心棒（神父）

2002年
- おねがい☆ティーチャー（天堂校長）
- 攻殻機動隊 STAND ALONE COMPLEX（イシカワ）
- 最終兵器彼女（幹部）
- 東京アンダーグラウンド（審判）
- ふぉうちゅんドッグす（ドン・コロコローネ）

2003年
- WOLF'S RAIN（レアラの父）
- L/R -Licensed by Royal-（ジェシカ）
- 人間交差点（本社局長）
- 魔探偵ロキRAGNAROK（マスター）

2004年
- 攻殻機動隊 S.A.C. 2nd GIG（イシカワ）
- 最遊記RELOAD GUNLOCK（精霊）
- サムライチャンプルー（善次郎）
- 火の鳥（国司）
- 魔法少女隊アルス（ティアナ）
- みさきクロニクル〜ダイバージェンス・イヴ〜（ジム・グレン）
- 妄想代理人（精神科医）

2005年
- 英國戀物語エマ（時計屋）
- ギャラリーフェイク（常磐館長）
- CLUSTER EDGE（ジャスパー家親族）
- 交響詩篇エウレカセブン（ユカタン）
- SoltyRei（デューイ）
- 雪の女王（村人）

2006年
- 攻殻機動隊 STAND ALONE COMPLEX Solid State Society（イシカワ）
- イノセント・ヴィーナス（千倉周三）
- 桜蘭高校ホスト部（律の父親）
- NARUTO -ナルト-（海鮮アガリ）
- RAY THE ANIMATION（兄貴）

2007年
- 機神大戦ギガンティック・フォーミュラ（エロール）
- こどものじかん（医者）
- ゼロの使い魔〜双月の騎士〜（マザリーニ）
- Myself ; Yourself（菜々香の伯父）
- ロミオ×ジュリエット（商人）

2008年
- 狼と香辛料（商人）
- 黒執事（2008年 - 2025年、バリモア、ハインリヒ） - 2シリーズ
- ゴルゴ13（エディ・モーガン）
- テイルズ オブ ジ アビス（ファブレ公爵）
- とある魔術の禁書目録（2008年 - 2018年、カエル医者） - 3シリーズ
- 二十面相の娘（トーラン市長）

2009年
- とある科学の超電磁砲（2009年 - 2020年、カエル医者） - 3シリーズ
- NEEDLESS（村長）

2010年
- GIANT KILLING（ブラン）
- NARUTO -ナルト- 疾風伝（まるほしコスケ）

2011年
- GOSICK -ゴシック-（院長）
- 灼眼のシャナIII-FINAL-（『晧露の請い手』センターヒル）
- TIGER & BUNNY（エリック）
- ブレイド（セルゲイ）

2012年
- キングダム（2012年 - 2024年、昌文君） - 5シリーズ
- 聖闘士星矢Ω（ミケーネ）
- トータル・イクリプス（ユウヤ祖父）
- HUNTER×HUNTER（第2作）（2012年 - 2013年、ゼブロ、キャスター、解説者）
- LUPIN the Third -峰不二子という女-（ダレンゾ）

2013年
- アイカツ!（黒崎監督）
- おしえて!ネオきょうじゅ（ナレーション）
- 琴浦さん（和尚）
- ジョジョの奇妙な冒険（ロギンズ）
- はたらく魔王さま！（ロベルティオ）

2014年
- 白銀の意思 アルジェヴォルン（スグロ・ヨウゾウ）
- ダイヤのA（2014年 - 2020年、国友広重） - 3シリーズ
- 東京喰種トーキョーグール（2014年 - 2018年、篠原幸紀） - 3シリーズ

2015年
- アクエリオンロゴス（伊藤）
- アルスラーン戦記（暗灰色の衣の老人）
- ガンダム Gのレコンギスタ（エル・カインド）

2016年
- ジョーカー・ゲーム（ギュンター・カイツ少将）
- Dimension W（マウラ＝オーラ＝ティベスティ）
- テイルズ オブ ゼスティリア ザ クロス（バルトロ）
- ドリフターズ（山口多聞）

2017年
- プリンセス・プリンシパル（モーガン）
- 血界戦線 & BEYOND（グンター・グロピウス）
- 牙狼〈GARO〉-VANISHING LINE-（クレメンザ）
- いぬやしき（ヤクザ）

2018年
- ルパン三世 PART5（アギヨン）
- つくもがみ貸します（月夜見）
- アンゴルモア 元寇合戦記（大蔵頼季）

2019年
- 盾の勇者の成り上がり（2019年 - 2025年、オルトクレイ） - 3シリーズ
- とある科学の一方通行（カエル顔の医者）
- まちカドまぞく（2019年 - 2022年、メタ子、メタトロンの使い） - 2シリーズ
- PSYCHO-PASS サイコパス 3（二瓶三郎）

2020年
- バビロン（福澤俊夫）
- 恋とプロデューサー〜EVOL×LOVE〜（サイ）

2021年
- 五等分の花嫁∬（祖父）
- ルパン三世 PART6（クイーン警視）
- 境界戦機（2021年 - 2022年、ジョウ・スピアーズ） - 2シリーズ

2022年
- BIRDIE WING -Golf Girls' Story-（ロベール）
- ユーレイデコ（オジィ）

2023年
- マッシュル-MASHLE-（骨角馬）
- 機動戦士ガンダム 水星の魔女（宇宙議会連合 議長）

2024年
- となりの妖怪さん（むつみの祖父）
- 出来損ないと呼ばれた元英雄は、実家から追放されたので好き勝手に生きることにした（大司教）
- きのこいぬ（ほたるの祖父）

2025年
- シャングリラ・フロンティア（アーカヌム）
- LAZARUS ラザロ（クロード）
- 九龍ジェネリックロマンス（汪）

### 劇場アニメ
1990年代
- 蒼い記憶 満蒙開拓と少年たち（1993年、役人A）
- GHOST IN THE SHELL / 攻殻機動隊（1995年、イシカワ）
- 幕末のスパシーボ（1997年、江川太郎左衛門）
- ガンドレス（1999年、イブン・ハッサン）

2000年代
- カウボーイビバップ 天国の扉（2001年、ボブ）
- 劇場版∀ガンダムI 地球光（2002年、アジ大佐）
- イノセンス（2004年、イシカワ）
- 劇場版 NARUTO -ナルト- 大活劇!雪姫忍法帖だってばよ!!（2004年、獅子丸）
- GHOST IN THE SHELL / 攻殻機動隊2.0（2008年、イシカワ）
- パッテンライ!! 〜南の島の水ものがたり〜（2008年）

2010年代
- ジュノー（2010年、ジュノーの父）
- とある飛空士への追憶（2011年、ドミンゴ・ガルシア）
- 劇場版 とある魔術の禁書目録 -エンデュミオンの奇蹟-（2013年、カエル顔の医者）
- UFO学園の秘密（2015年、簗瀬徳男校長）
- モンスターストライク THE MOVIE ソラノカナタ（2018年、ウバリ）

2020年代
- 金の国 水の国（2023年、アジーズ）
- 駒田蒸留所へようこそ（2023年、祖父）
- 名探偵コナン 隻眼の残像（2025年、舟久保英三）

### OVA
- 銀河英雄伝説（1994年、ジャワフ）
- 銀河英雄伝説外伝 千億の星、千億の光（1998年、オットー・フランク・フォン・ヴァーンシャッフェ）
- 倒凶十将伝（1999年、吉田警部）
- Z.O.E 2167 IDOLO（2001年、ロイド）
- サクラ大戦 ル・ヌーヴォー・巴里（2004年、ギルバート）
- 攻殻機動隊 STAND ALONE COMPLEX Solid State Society（2006年、イシカワ）

### Webアニメ
- リーンの翼（2005年、アマルガン・ルドル）
- HERO MASK（2018年、リチャード・バーナー[33]）
- 攻殻機動隊 SAC_2045（2020年 - 2022年、イシカワ[34]） - 2シリーズ

### ゲーム
1999年
- スパイロ・ザ・ドラゴン（大人のドラゴン）

2000年
- シド・マイヤーズ アルファ・ケンタウリ（ション・ジ＝ヤン議長）
- スタートレック:ボーグ（ファーロン大尉 / ジェフ・アリン）

2001年
- HALO（ジェイコブ・キース艦長）

2004年
- 攻殻機動隊 STAND ALONE COMPLEX（イシカワ）

2005年
- 攻殻機動隊 STAND ALONE COMPLEX -狩人の領域-（イシカワ）
- シャドウ・ザ・ヘッジホッグ（大統領）
- ローグギャラクシー（スターヤ）

2012年
- 聖闘士星矢Ω アルティメットコスモ（ミケーネ）

2013年
- ジョジョの奇妙な冒険 オールスターバトル（ロギンス）
- スーパーロボット大戦UX（アマルガン・ルドル）
- とある魔術と科学の群奏活劇（カエル医者）
- BEYOND: Two Souls（フィリップ・ホームズ）
- マブラヴ オルタネイティヴ トータル・イクリプス（エドワード・ブリッジス）

2015年
- ジョジョの奇妙な冒険 アイズオブヘブン（ロギンス）
- テイルズ オブ ゼスティリア（バルトロ）

2019年
- とある魔術の禁書目録 幻想収束（カエル医者）
- 東京喰種: re 【CALL to EXIST】（篠原幸紀）

2021年
- ウォッチドッグス レギオン（エイデン・ピアース） - DLC追加キャラクター
- モンスターハンターストーリーズ2 〜破滅の翼〜（レド〈老年期〉）

2022年
- ジョジョの奇妙な冒険 オールスターバトルR（ロギンス）

2023年
- グランブルーファンタジー（ジョーンズ卿）

### 吹き替え

#### 担当俳優
ケヴィン・コスナー
- ドリーム（アル・ハリソン）
- 迷い婚 -全ての迷える女性たちへ-（ボー・バローズ）
- Mr.ブルックス 完璧なる殺人鬼（アール・ブルックス）

ケヴィン・スペイシー
- アウトブレイク（ケイシー）※ソフト版
- ビリオネア・ボーイズ・クラブ（ロン・レヴィン）
- メン・イン・キャット（トム・ブランド）
- モンスター上司（デビッド・ハーケン）
- モンスター上司2（デビッド・ハーケン）
- ライ麦畑の反逆児 ひとりぼっちのサリンジャー（ウィット・バーネット）

サム・シェパード
- 8月の家族たち（ベバリー・ウェストン）
- フェア・ゲーム（サム・プレイム）
- プレッジ（エリック・ポラック）

ジェームズ・ウッズ
- エンドゲーム 大統領最期の日（ヴォーン・スティーヴンス）
- ゲッタウェイ（ジャック・ベニヨン）※テレビ朝日版
- ジョンQ -最後の決断-（レイモンド・ターナー）※ソフト版

J・T・ウォルシュ
- カナディアン・エクスプレス（マイケル・ターロー）※フジテレビ版
- バックドラフト（マーティン・スウェイザック市議会議員）※テレビ朝日版
- 山猫は眠らない（チェスター・ヴァン・ダム）※テレビ東京版

ジョー・マンテーニャ
- アルビノ・アリゲーター（ブラウニング主任捜査官）
- アンカーウーマン（バッキー・テラノヴァ）
- セレブリティ（トニー・ガーデラ）
- そりゃないぜ!? フレイジャー シーズン1 #4（デレク・マン）

ジョン・スラッテリー
- スポットライト 世紀のスクープ（ベン・ブラッドリー・ジュニア）
- ダンシング・ハバナ（バート・ミラー）
- 鉄ワン・アンダードッグ（市長）
- マーベル・シネマティック・ユニバース（ハワード・スターク）
  - アイアンマン2 ※劇場公開版
  - アントマン
  - シビル・ウォー/キャプテン・アメリカ
  - アベンジャーズ/エンドゲーム

スタンリー・トゥッチ
- コールド・ブラッド/殺しの紋章（マル）
- Shall We Dance?（リンク・ピーターソン）※日本テレビ版
- ベートーベン（ヴァーノン）※NHK版
- ペリカン文書（カーメル）※テレビ朝日版

チャールズ・ダンス
- アンダーワールド 覚醒（トーマス）
- アンダーワールド ブラッド・ウォーズ（トーマス）
- ジャッカルの日（ウィンスロップ）
- キングスマン:ファースト・エージェント（キッチナー）

#### 映画（吹き替え）
- アーネスト キャンプに行く!（エリオット・ブラッツ〈バック・フォード〉）
- アイ・アム・サム（Mr.ターナー〈リチャード・シフ〉）※ソフト版
- 愛人/ラマン（ポーロ〈メルヴィル・プポー〉）※ソフト版
- アイズ ワイド シャット
- アイランド（ガンドゥ・3・エコー〈ブライアン・ステパニック〉）
- アウェイク（ラリー・ルーピン医師〈クリストファー・マクドナルド〉）
- 悪女（ジョセフ・セドリ、タフト将軍、ウェナム）
- 悪魔のような女（ガイ・バラン〈チャズ・パルミンテリ〉）
- 悪夢の破片（モーターボートの男）
- アザーズ（マーリッシュ）
- アザー・ピープルズ・マネー
- アドルフの画集（デヴィッド・コーン〈ピーター・カパルディ〉）
- 穴/HOLES（スタンリーの父〈ヘンリー・ウィンクラー〉、モーリス・メンキー〈ラヴィル・イシヤノフ〉）
- あなたが寝てる間に…（アシュレーの夫）
- あなたに逢いたい（ポール・エンタメン〈ボブ・バラバン〉）
- あなたに逢いたくて（ハファイア医師〈オースティン・ペンドルトン〉）
- あなたに恋のリフレイン（チャーリー〈ジェフ・プリシル〉）
- あなたは私の婿になる
- アニー2（チェンバレン卿）
- 雨に唄えば（シンプソン〈ミラード・ミッチェル〉）※PDDVD版
- アモーレス・ペロス（ダニエル〈アルバロ・ゲレロ〉）
- 嵐の中で輝いて（フォン・ヘフラー大尉）※ソフト版
- アルティメイタム（ラミ・ハムダン〈ハイナー・ラウターバッハ〉）
- アルティメット2 マッスル・ネバー・ダイ（将軍）
- 暗殺者（レミー）※フジテレビ版
- アンチヴァイラル（アベンドロス医師〈マルコム・マクダウェル〉）
- アンティ・キラー（ブルーム）
- アンブレイカブル（ビジネスマン〈フィルドウス・バムジ〉）※ソフト版
- アンルーリー/復讐の街（ジョルジュ）
- イベント・ホライゾン（D.J.〈ジェイソン・アイザックス〉）
- 今そこにある危機（ダン・マーレイ、クラークのパイロット〈トム・バウアー〉）※ソフト版
- インヴィンシブル 栄光へのタッチダウン（校長先生）
- イングリッシュ・ペイシェント（ハーディ軍曹）※ソフト版
- インディ・ジョーンズ/魔宮の伝説 ※テレビ朝日版
- インディ・ジョーンズ/最後の聖戦（カジム）※テレビ朝日版
- インテンシティ/緊迫（病院長〈ジェリー・ワッサーマン〉）
- インビジブル・ターゲット（チョン警視）
- インファナル・アフェア（チョン〈ン・ティンイップ〉）※ソフト版
- ヴァン・ヘルシング
- ヴィクトリア女王 世紀の愛（サー・ジョン・コンロイ〈マーク・ストロング〉、ナレーション）
- ウィンター・ソング（プロデューサー〈エリック・ツァン〉）
- ウィンブルドン（ダニー・オールダム）
- ウェイクアップ!ネッド（パット）
- ヴェネツィア・コード（タッデオ・ロッシ〈ポール・ギルフォイル〉）
- ウソから始まる恋と仕事の成功術（ネイサン・ゴールドフラップ〈クリストファー・ゲスト〉）
- 運命の女（ディーン刑事〈ジェリコ・イヴァネク〉）※ソフト版
- A.I.（ホビー教授〈ウィリアム・ハート〉）※ソフト版
- エージェント:ライアン（ロブ・ベリンジャー〈コルム・フィオール〉）
- エアフォース・ワン（ジャック・カールトン大佐）※日本テレビ版
- 栄光のランナー/1936ベルリン（エレミア・マホニー〈ウィリアム・ハート〉）
- エイミー、エイミー、エイミー! こじらせシングルライフの抜け出し方（ゴードン・タウンゼント〈コリン・クイン〉）
- エイリアン4（ラリー・パーヴィス〈リーランド・オーサー〉）※フジテレビ版
- エイリアン・ネイションシリーズ（ジョージ・フランシスコ）
  - エイリアン・ネイション2
  - エイリアン・ネイション3
  - エイリアン・ネイション4
- エクスチェンジ 脳・間・電・送（ロス・ファイナーマン）
- エクセス・バゲッジ/シュガーな気持ち（レイ・パーキンス〈クリストファー・ウォーケン〉）
- エクソシスト 信じる者（トニー〈ノーバート・レオ・バッツ〉[45]）
- エクソシスト トゥルー・ストーリー（レイ・マクブライド〈ヘンリー・ツェニー〉）※ソフト版
- X-MEN2（ロニー・ドレイク〈ジェームズ・カーク〉）※劇場公開版
- エッジ・オブ・ダークネス（レンコ〈クリストファー・ニーム〉）
- エネミー・ウォー（ヨハネス）
- エミルの空
- エリザベスタウン（デール）
- エリシャ・カスバートのラブ・ゲーム（ブレア）
- エリン・ブロコビッチ（ブライアン・フランケル）※テレビ朝日版
- L.A.コンフィデンシャル（リーランド・“バズ”・ミークス）※ソフト版
- エレクション（ホイ警視〈デヴィッド・チャン〉）
- エンジェルス（メル・クラーク〈トニー・ダンザ〉）
- オーストラリア（バーカー博士〈ブルース・スペンス〉、メイトランド・アシュレイ卿）
- オーバー・ザ・ムーン
- 追いつめられて（マーシャル長官〈フレッド・トンプソン〉、シラー）※ソフト版
- 狼よさらば 地獄のリベンジャー（チキー・パコーニ）
- オズ はじまりの戦い
- 男たちの挽歌 III アゲイン/明日への誓い（叔父〈シー・キエン〉）※カルチュア・パブリッシャーズ版
- 踊れトスカーナ!（ピッポ）
- オフビート（ニール〈ジョン・タトゥーロ〉）※テレビ東京版
- 俺たちフィギュアスケーター（ダレン・マッケルロイ〈ウィリアム・フィクナー〉）
- 終わりで始まりの4日間（コーエン医師〈ロン・リーブマン〉）
- オンリー・ゴッド（チャン〈ヴィタヤ・パンスリンガム〉）
- 怪獣大決戦ヤンガリー（スタンリー・ミルズ〈ブルース・コーンウェル〉）
- 帰ってきた白バイ野郎ジョン&パンチ（アーサー・グロスマン、ジョニー・コクラン）
- 崖っぷちの男（ダンテ・マーカス〈タイタス・ウェリヴァー〉）
- カサノバ（ルポ・サルヴァト〈オミッド・ジャリリ〉）
- 金城武 トラブル・メーカー（校長先生〈チェン・ウェイロー〉、和尚〈クー・パオミン〉）
- 彼女はホログラム・スター
- 彼と彼女の第2章（クレイグ〈リチャード・メイサー〉）
- ガリシアの獣（ルチアーノ・バスティーダ国家検察長官）
- カンザス・シティ（ジョン・ラジア）
- 観相師 -かんそうし-（キム・ジョンソ〈ペク・ユンシク〉）
- カンフー・ヨガ（ラウ局長[46]）
- キープ・クール（チャン・チウション〈リー・パオティエン〉）
- 記憶探偵と鍵のかかった少女（セバスチャン〈ブライアン・コックス〉）
- ギガンテス（ニック・レイノルズ少佐〈ジェフ・フェイヒー〉）
- キス・オブ・ザ・ドラゴン（ミスター・タン）※ソフト版
- 奇跡の歌（オーギー）
- 気まぐれな狂気（ロバート・ボイラン）
- キャスパー（ディッブス〈エリック・アイドル〉、クリント・イーストウッド）※VHS版
- キューブ2（ジェリー・ホワイトホール）※ソフト版
- CUBE ZERO（ジャックス〈マイケル・ライリー〉）
- 9000マイルの約束
- 96時間（ジャン＝クロード〈オリヴィエ・ラブルダン〉）
- 96時間/リベンジ（ジャン＝クロード〈オリヴィエ・ラブルダン〉）
- 宮廷画家ゴヤは見た（ジョゼフ・ボナパルト）
- 脅迫者 バッド・スパイラル（ブレント・フレイザー）
- キルスティン・ダンストの大統領に気をつけろ!（フランク・ジョブズ）
- 銀河少女ゼノン（エドワード・プランク司令官）
- キング・アーサー（ジャックス・アイ〈マイケル・マケルハットン〉）
- キングコング:髑髏島の巨神（ウィリス上院議員〈リチャード・ジェンキンス〉[47]）
- キングピン/ストライクへの道（カルバート・マンソン、ジョン・デニス）
- KOOL 殺戮の銃弾（ハーバート〈クリフトン・パウエル〉）
- クールボーダー（スノーヌックのリーダー）
- クールマネー（シティ、地方検事〈デニス・アキヤマ〉）
- グアンタナモ、僕達が見た真実（ブッシュ大統領）
- クイーン・オブ・ザ・ヴァンパイア（デヴィッド・タルボット〈ポール・マッギャン〉）
- クイック&デッド（ユージン・ドレッド〈ケヴィン・コンウェイ〉）※ソフト版
- グラマー・エンジェル危機一発
- グランドコントロール 乱気流（ジョン・クイン〈ヘンリー・ウィンクラー〉）※旧ソフト版
- クリープゾーン マインド・コントロール（スリルキル）
- グリーンマイル（バート・ハマースミス〈ゲイリー・シニーズ〉）※ソフト版
- グリーンランド -地球最後の2日間-（デイル〈スコット・グレン〉[48]）
- グリッター きらめきの向こうに（ガイ・リチャードソン〈ドリアン・ヘアウッド〉）
- クリフハンガー（エルドン、マイケルズ捜査官〈ジョン・フィン〉）※ソフト版
- グリマーマン（スミスのボディガード）※ソフト版
- クリムゾン・タイド（ロイ・ジマー大尉〈マット・クレイヴン〉）※テレビ朝日版
- クリムゾン・ピーク（カーター・カッシング〈ジム・ビーヴァー〉）
- クルーエル・インテンションズ3
- クルエラ[49]
- クレージーモンキー 笑拳（チェン〈ジェームス・ティエン〉）※ブロードウェイ版
- クレイジー/ビューティフル（ケイン先生）
- グローリー・デイズ/旅立ちの日（教授〈ジョン・リス＝デイヴィス〉）
- クローンズ（テッド〈ジョン・デ・ランシー〉）
- ケーブルガイ（スティーヴンの上司）
- 刑事ベルモア/共謀者（ジェームズ・ブルー、ホテル支配人）
- GEKICHIN 撃沈（アヴィ〈ユルゲン・プロホノフ〉）※ソフト版
- 撃鉄 GEKITETZ ワルシャワの標的
- ゲット・マネー（リル・J〈アンソニー・マイケル・ホール〉、バークレー）
- ゴースト&ダークネス（マヒナ）
- ゴースト・イン・ザ・シェル（イシカワ〈ラザルス・ラトゥーエル〉）
- ゴーストバスターズ（警視総監）※ソフト版
- ゴーストバスターズ/アフターライフ（イヴォ・シャンドア〈J・K・シモンズ〉[50]）
- 恋は邪魔者（C・W）
- ゴッチ・ザ・マフィア/武闘派暴力組織（ジョン・ゴッチ〈アーマンド・アサンテ〉）
- ゴッド・クローン（グランド・マスター〈ウド・キア〉）
- ゴッドファーザー（マール・マクラスキー警部〈スターリング・ヘイドン〉）※BD版
- コピーキャット（ニコレッティ刑事〈ウィル・パットン〉）※テレビ東京版
- コモドVSキングコブラ
- コン・エアー（ビリー・ジョー〈ケヴィン・ゲイジ〉、グラント連邦保安官）※ソフト版
- サイキック・ターゲット（ウィンストロム〈レヴァー・バートン〉）
- 最終絶叫計画（スクイッグマン校長〈デイヴィッド・ランダー〉）
- サイドウォーク・オブ・ニューヨーク（カルポ〈デニス・ファリーナ〉）
- サイバーロボ（アーサー・ブレイ）
- サイモン・セズ（ウィリアム・フェンス）
- サイレントヒル（トマス・グッチ刑事〈キム・コーツ〉）
- サイン・オブ・デス（アダムズベルク）
- ザ・インターネット（ジェフ・グレッグ）※ソフト版
- ザ・エージェント（アル・マイケルズ）※日本テレビ版
- ザ・クライアント 依頼人（盗聴FBI局員）※ソフト版
- ザ・センチネル/陰謀の星条旗（トム・ディパオラ）
- 殺人療法/臓器強奪（コモ刑事）
- サドン・デス（スポタ）※ソフト版
- ザ・ニンジャ（オマー・オスマン）
- サハラに舞う羽根
- ザ・ファントム（チャーリー・ゼフロ〈デヴィッド・プローヴァル〉、フィリップ・ホートン大尉）※ソフト版
- サラの鍵（ベルトラン・テザック）
- ザ・ロック（フライ大尉〈グレゴリー・スポールダー〉）※テレビ朝日版
- サン・オブ・ゴッド（ポンティオ・ピラト〈グレッグ・ヒックス〉）
- サンダーパンツ!（ジョン・オズグッド卿〈サイモン・キャロウ〉）
- 3人のエンジェル（ドラード保安官〈クリス・ペン〉）
- G.I.ジョー バック2リベンジ（ジョセフ・コルトン司令官〈ブルース・ウィリス〉）
- シークレット/嵐の夜に（ウォレス・クロケット）
- シーズ・オール・ザット（スティックリー校長）
- JFK（フランク〈ウェイン・ティピット〉、ケニー提督）※ソフト版
- JM（ファーマコムの警備員）
- ジェロニモ
- ジオストーム（トーマス・クロス〈リチャード・シフ〉[51]）
- 地獄の女囚コマンド
- 地獄のヒーロー/ザ・プレジデント・マン（フランシス・アンダーソン博士、ダグラス・ウェザビー）※ソフト版
- 実験室KR-13（クロフォード・ヘインズ〈ティモシー・ハットン〉）
- 至福のとき（フー）
- ジム・キャリーはMr.ダマー（ジョー・メンタリーノ〈マイク・スター〉）
- ジャイアント・ベビー（研究員〈ジョン・パラゴン〉）※日本テレビ版
- ジャスティス/闇の迷宮（シルヴィオ・アヤラ〈ルーベン・ブラデス〉）
- ジャッジメント・デイ 地球崩壊（ロイ〈デヴィッド・キース〉）
- シャロウ・グレイブ（ヒューゴ）
- 12人の怒れる男（陪審員9番）
- 17歳のカルテ（メルヴィン・ポッツ医師〈ジェフリー・タンバー〉）
- ジュマンジ/ウェルカム・トゥ・ジャングル（ベントレー校長〈マーク・エヴァン・ジャクソン〉[52]）
- ジュラシックウォーズ（ポルチェック）
- ショーガール（オキダ〈ジム・イシダ〉、フランク）
- ジョーズ（検視官）※テレビ東京版
- 娼婦ベロニカ（フランチェスコ・マルテネンゴ）
- 少林寺 達磨大師（国王〈エディ・コー〉）
- 処刑人（ミッチェル）
- ショコラ 〜君がいて、僕がいる〜（ジョゼフ・オレール〈オリヴィエ・グルメ〉）
- ジョン・キャンディの大進撃（ロシア大統領）
- シリアル・ラヴァー（シャルル・チリオ）
- 白い刻印（ゴードン・ラリヴィエール）
- 仁義なき抗争（ユン〈アラン・タン〉）
- 侵入者 消された叫び声（ジェリー・ハルシュフォード〈ドナル・ローグ〉）
- 新・ぼくはむく犬（フレディ）
- スーザンズ・プラン 殺せないダーリン（ボブ〈ダン・エイクロイド〉）
- スーパードッグ エア・バディ/ビーチバレーで危機一髪!（ティリー店長）
- スーパー・マグナム（シュライカー署長〈エド・ローター〉）※ブロードメディア・スタジオ版
- スカーフェイス（アルベルト〈マーク・マーゴリス〉）※ソフト版
- スカイ・ハイ（ボーイ〈デイヴ・フォーリー〉）
- 好きと言えなくて（マリオ）
- スクリーム（ニール・プレスコット〈ローレンス・ヘクト〉）
- スクリーム3（ニール・プレスコット〈ローレンス・ヘクト〉）
- スタークリスタル（カーター刑事）
- スタートレックIII ミスター・スポックを探せ!（スタイルズ艦長〈ジェームズ・シッキング〉）※ソフト版
- スター・トレック イントゥ・ダークネス（マーカス提督〈ピーター・ウェラー〉）
- スタスキー&ハッチ（リー・チャオ〈ジョージ・チェン〉、スタスキー〈ポール・マイケル・グレイザー〉）
- スティック・イット!（ブライス・グラハム〈ジョン・グリース〉、クリス・デ・フランク）
- ストーミー・マンディ（アンドレ）
- ストリートファイター（ブランカ〈ロバート・マンモン〉）※ソフト版
- スナイパー
- スノーホワイト/氷の王国（国王1）
- SPY N（リン署長）
- スパイチーム（リー博士）
- スパニッシュ・プリズナー（ジョージ・ラング〈リッキー・ジェイ〉）
- スピーシーズ2（ハリー・サンパス）※ソフト版
- スピード2（ルパート）※ソフト版
- スペース カウボーイ（カプコン）※日本テレビ版
- スペース・バディーズ 小さな5匹の大冒険（パイ〈ビル・ファッガーバッケ〉）
- スマーフ（アンリ〈ティム・ガン〉）
- スモール・ソルジャーズ（フィル・フィンブル〈フィル・ハートマン〉）※DVD版
- スリー・オブ・ハーツ（ミッキー〈ジョー・パントリアーノ〉）
- スリー・リバーズ（ペンダーマン）※フジテレビ版
- 生存者（ダン、チャールズ・デルマン）
- セイブ・ザ・ラストダンス（ロイ・ジョンソン〈テリー・キニー〉）
- セイフティ/最高の兄弟（トミー・ボウデン〈マシュー・グレイヴ〉）
- 成龍拳（リュウ隊長〈ワン・ユエ〉）※ブロードウェイ版
- セイント（レフ・ボトビン博士〈ヘンリー・グッドマン〉）※テレビ朝日版
- セルフレス/覚醒した記憶（マーティン〈ヴィクター・ガーバー〉）
- セルラー（ジャック〈ノア・エメリッヒ〉）※ソフト版
- 008 皇帝ミッション（無相皇帝、フェイムン・ツイスイ）
- 戦火の勇気（チェリ中尉）※テレビ朝日版
- 戦慄のストーカー/ある女子学生の場合（レイン巡査）
- ソウシリーズ（マーク・ホフマン刑事〈コスタス・マンディロア〉）
  - ソウ3
  - ソウ4
  - ソウ5
  - ソウ6
  - ソウ ザ・ファイナル 3D
- 続・激突!/カージャック（アーニー・マッシュバーン巡査〈グレゴリー・ウォルコット〉）※スター・チャンネル版
- ゾディアック（ジム・マルティネス〈レックス・リン〉）
- ソルジャーズ・オブ・フューリー（大佐）
- ゾルタン★星人（ザーノフ、マーク）
- ダークナイト ライジング（ギリー議員〈ブレット・カレン〉）
- ダーク・ハーフ（マイク・ドナルドソン〈ケント・ブロードハースト〉）※テレビ東京版
- ダーク・ファイター8（フォークナー〈クリストファー・ジョージ〉）※テレビ東京版
- ダーク・ブルー（ブラシュケ医師、スコカン空軍大佐）
- ダークマン（ルイス・ストラック・Jr〈コリン・フリールズ〉）※テレビ朝日版
- ターミナル・ベロシティ（トム、飛行機のパイロット）※テレビ朝日版
- ターミネーター（ハル・ブコビッチ刑事〈ランス・ヘンリクセン〉）※DVD・BD版
- ターミネーター2（付き添いの看護師〈マーク・クリストファー・ローレンス〉）※フジテレビ版
- 第9地区（ダーク・マイケルズ）
- タイタニック（ジョン・ジェイコブ・アスター大佐〈エリック・ブレーデン〉）※フジテレビ版
- タイタニック2012（ウェス・ハドレー司令官）
- タイタンズを忘れない（バース大佐、エド・ヘンリー）
- ダイ・ハード（ロビンソン〈ポール・グリーソン〉[53]）※テレビ朝日版追加録音部分
- ダイ・ハード3（ビル・ジャーヴィス〈マイケル・クリストファー〉）※ソフト版・テレビ朝日版
- タイムコップ（アトレイ上院議員〈ケネス・ウェルシュ〉、マルコム・ネルソン上院議員、パーカー〈ケヴィン・マクナルティ〉）※ソフト版
- タイムボンバー（ディーン・ジョーダン）※VHS版
- タイムマシン（デイビッド博士〈マーク・アディ〉）※テレビ朝日版
- ダイヤルM（ボビー・フェイン）※ソフト版
- 宝島（ウィリアムズ、ナレーター）※DVD版
- ダドリーの大冒険（キム・J・ダーソン〈エリック・アイドル〉）
- ダブル・インパクト（アル）※テレビ朝日版
- 007 消されたライセンス（フェリックス・ライター〈デヴィッド・ヘディソン〉）※ソフト版・テレビ朝日版
- 007 トゥモロー・ネバー・ダイ（国防長官〈ジュリアン・フェロウズ〉）※テレビ朝日版
- ため息つかせて（マーヴィン・キング〈グレゴリー・ハインズ〉、ワイルド・ビル）
- タワー（ウィルソン〈リチャード・ガント〉）
- ダンス・ウィズ・ウルブズ ※テレビ朝日版
- チェーン・リアクション（ルーカス）※ソフト版
- ちびっこギャング（ウォルドの父〈ドナルド・トランプ〉）
- チャイルドコール 呼声（オーレ）
- 超常殺人者2（マリオ）
- チリ33人 希望の軌跡（アンドレ・ソウガレット〈ガブリエル・バーン〉）
- 沈黙の戦艦（アジア系のコマンド隊員〈ジョージ・チェン〉、バラード大尉）※ソフト版
- 沈黙の奪還（ジョージ）
- 沈黙の断崖（雑貨屋の店主、オリン・ハンナの弁護士）※テレビ朝日版
- 沈黙の要塞（ホーマー・カールトン〈ビリー・ボブ・ソーントン〉、ビッグマイク〈マイク・スター〉）※ソフト版、（ハロルド）※テレビ朝日版
- ツーリスト（ジョーンズ主任警部〈ティモシー・ダルトン〉）
- 追跡者（ニューマン連邦服保安官〈トム・ウッド〉）※ソフト版
- ディープ・フィアー（シュー警部）
- ティコ・ムーン（アルヴィン・マクビー）
- ディスクロージャー（マーク・ルーイン〈デニス・ミラー〉）※ソフト版
- ディノクロコダイル（ラングドン将軍）
- ティファニーで朝食を（クロンバーガー警部）※ソフト版
- テキサス・レンジャーズ（ナレーター〈ジェームズ・コバーン〉、コルティナス将軍）
- デス・サイト（本部長）
- デスパレート 愛されてた記憶（ハン隊長）
- デスペラード・イン・ウエスト（クローリー町長〈エド・ローター〉、ウィロビー）
- デスランド（ケニー・モース）
- デス・リベンジ（メリック〈ジョン・リス＝デイヴィス〉）
- デッドフォール ※テレビ朝日版
- デッドライン2 爆炎の彼方（ハロラン大佐〈ジェフ・フェイヒー〉）
- デッド・レイン（ヴィク・ケリー〈クリストファー・ウォーケン〉）
- デトネーター ※テレビ東京版
- 天国の口、終りの楽園。（ナレーター）
- デンジャラスな妻たち（ドン・カーディガン〈テッド・ダンソン〉）
- トークショー（ボブ・ライト〈ローレンス・プレスマン〉）
- トータル・フィアーズ（スパスキー）※ソフト版
- トール・テイル/パラダイス・ヴァレーの奇跡（ジョナス・ハケット〈スティーヴン・ラング〉）
- トゥームレイダー（ヒラリー〈クリス・バリー〉）※テレビ朝日版
- トゥームレイダー2（ヒラリー〈クリス・バリー〉）※テレビ朝日版
- 12モンキーズ（ピータース〈デヴィッド・モース〉）※ソフト版
- 逃亡者（ニューマン連邦服保安官〈トム・ウッド〉）※ソフト版
- 透明人間（下院委員会議長〈サム・アンダーソン〉）※ソフト版
- ドクトル・ジバゴ（ボリス・カート教授）※ソフト版
- トスカーナの休日（批評された作家〈ドン・マクマナス〉）
- ドラキュラ（クインシー・P・モリス〈ビリー・キャンベル〉）※旧ソフト版
- ドラゴン/ブルース・リー物語（ブルースの父〈リック・ヤン〉）※テレビ朝日版
- トラックス（レイ〈ティモシー・バスフィールド〉）
- トラブル・キッズ/マックス・キーブルの大逆襲（ボビー・ネブウォース教育長）
- トランスフォーマー/ロストエイジ（アティンジャー〈ケルシー・グラマー〉）
- トレーニング デイ（ロジャー〈スコット・グレン〉[54]）
- トレマーズ2（オルテガ）
- トロイ
- ドロップ・ゾーン（スープ〈カイル・セコー〉）※ソフト版
- トロン（兵士 他）※ソフト版
- トワイライトゾーン最終章/ロッド・サーリング・スペシャル（パーキンス）
- ナッシング・トゥ・ルーズ（チャーリー・ダント〈ジャンカルロ・エスポジート〉、ザッカリー）
- ナンバー23（アイザック・フレンチ / マイルズ・フェニックス〈ダニー・ヒューストン〉）
- ニコルに夢中（ロペ教頭〈マーク・メトカーフ〉）
- ニューヨーク大地震（ロバート・トラスク医師〈マイケル・サラザン〉）
- ニル・バイ・マウス（アンガス）
- ネットフォース（レオン・チェン〈ケイリー＝ヒロユキ・タガワ〉）※ソフト版
- ネバーエンディング・ストーリー3 ※ソフト版
- 眠りの地（レイ・ローウェン〈ビル・キャンプ〉）
- パーシー・ジャクソンとオリンポスの神々/魔の海（ケイロン〈アンソニー・スチュワート・ヘッド〉）
- バーチュオシティ（ウォレス〈ウィリアム・フィクナー〉）※ソフト版
- ハードジャッカー/標高10,000フィートの死闘!（マイク・ワイルド〈リチャード・サリ〉）※VHS版
- ハートブルー（ナサニアル）※ソフト版、（バビット）※日本テレビ版
- バートン・フィンク（マストロナディ刑事〈リチャード・ポートナウ〉）※DVD版
- パーフェクト ストーム（トッド・グロス〈クリストファー・マクドナルド〉）
- パーフェクト・マン ウソからはじまる運命の恋（フィッチ博士）
- パーフェクト・ワールド（ポール・サンダース〈ブルース・マッギル〉）※テレビ東京版
- 陪審員（エディ〈ジェームズ・ガンドルフィーニ〉）※ソフト版
- 灰の記憶（ニスリ医師）
- バガー・ヴァンスの伝説（フランク・グリーヴス）
- パシフィック・ウォー（パーネル提督〈ジェームズ・レマー〉）
- パシフィック・ハイツ ※フジテレビ版
- バスキア
- 裸の銃を持つ男 PART33 1/3 最後の侮辱（クレイトン、エリオット・グールド）※テレビ朝日版
- バック・トゥ・ザ・フューチャー（ルー、レッド、教師）※BSジャパン版
- バック・トゥ・ザ・フューチャー PART3（葬儀屋）※日本テレビ版
- バックトラック（ジョン・ルポーニ〈ディーン・ストックウェル〉）
- バックラッシュ（ナンド）
- BATSII 蝙蝠地獄（大佐〈トッド・ジェンセン〉）
- バッド・ガールズ ※テレビ朝日版
- バッドトリップ! 消えたNO.1セールスマンと史上最悪の代理出張（ビル・クログスタッド〈スティーヴン・ルート〉）
- バットマン フォーエヴァー（市長）※ソフト版
- バットマン vs スーパーマン ジャスティスの誕生（チャーリー・ローズ）
- バッフィ/ザ・バンパイア・キラー（ゲイリー・マーレイ〈スティーヴン・ルート〉）
- パトリオット・ゲーム（ジェフリー・ワトキンズ〈ヒュー・フレイザー〉）※テレビ朝日版
- バトルシップ
- パニック・フライト（怒る乗客〈ローレン・レスター〉）
- パパってなに?（ダヴィド）
- バビロンA.D.（ニュートン医師）
- ハムナプトラ3 呪われた皇帝の秘宝（マグワイア〈リアム・カニンガム〉）※劇場公開版
- バリスティック（フリオ・マーティン副長官〈ミゲル・サンドバル〉）※ソフト版
- ハルク（大統領、警備員〈スタン・リー〉）
- ハロウィーンタウン（ベニー〈リノ・ロマノ〉）
- ハロウィーンタウン2 カラバーの復讐（ベニー）
- バロウズの妻（デイヴ・カマラー〈カイル・セコー〉）
- バンディダス（ペドロ・アルヴァレス、知事）
- ハンテッド（ワカタカ警部〈岡田眞澄〉、チェイス〈マイケル・ウォーレン〉）
- ハンニバル（カルロ）※ソフト版
- ハンニバル・ライジング（レクター氏）
- ビッグ・ダディ（ホームレス〈スティーヴ・ブシェミ〉）
- ビッグ・ヒット（モートン・シュルマン〈エリオット・グールド〉）
- ビッグムービー（ジェリー・レンフロ〈ロバート・ダウニー・Jr〉）
- 必殺処刑コップ（ビリー・ナッシュ）※VHS版
- 羊たちの沈黙（ビンメル）※テレビ朝日版
- ピッチブラック（イマム〈キース・デイヴィッド〉）※旧ソフト版
- ヒトラーの贋札（クリンガー医師〈アウグスト・ツィルナー〉）
- ピノキオ・シンドローム（ヴィンセント・ゴット）
- ピノッキオ（ジャンジョ）
- ビューティフル・マインド（トーマス・キング〈オースティン・ペンドルトン〉、ロジャース大尉）
- ファースト・インベイド（ショーン）
- ファースト・キッド/僕のパパは大統領（ソニー・ボノ下院議員）
- ファイナル・コンタクト（ボブ・ウィルソン〈エリック・ロバーツ〉）
- ファイナル・スコア（ディミトリ〈ピアース・ブロスナン〉）
- ファイナル・ステージ（デクラン・ファレル〈マーク・ウィリアムズ〉）
- ファイブ・ガールズ 呪われた制服（ドレーク神父〈ロン・パールマン〉）
- ファウンダー ハンバーガー帝国のヒミツ
- フィアー・フロム・デプス
- フィラデルフィア（ウォルター・ケントン）
- 風雲 ストームライダーズ（歩驚天〈ユー・ロングァン〉）
- フェイス・イン・ラブ（フランクリンの父親〈ジョン・エイモス〉）
- 4 FOUR（夫〈クレイグ・コンウェイ〉）
- フォーエヴァー・ヤング 時を超えた告白（キャメロン博士〈ジョー・モートン〉）※ソフト版
- フォーリング・ダウン（リック、管理人〈ジョン・ディール〉）※ソフト版
- ブギーマン（マイク叔父さん）
- 復讐の処刑コップ（マック）※VHS版
- 普通じゃない（トッド・ジョンソン〈モーリー・チェイキン〉）※テレビ朝日版
- 復活（判事、管理人）
- フットルース 夢に向かって（ジョー・ムーア牧師〈デニス・クエイド〉）
- プライベート・ライアン（ヘンダーソン伍長〈マックス・マーティーニ〉、マック大佐〈ブライアン・クランストン〉）※ソフト版
- ブラザーサンタ（パパ・クロース、ゴールドファーブ博士）
- ブラック&ホワイト（トースト〈マーシャル・ベル〉）
- ブラックジャック（ボビー・スターン）※ソフト版
- ブラックホーク・ダウン（ジョー・クリッブス中佐）
- フラッシュ・ゴードン（副操縦士）※テレビ朝日版
- ブラッド（アーチュロ〈ジュリオ・オスカー・メチョソ〉）
- プラトーン（ハリス大尉〈デイル・ダイ〉）※テレビ東京版
- PLANET OF THE APES/猿の惑星（ティバル〈エリック・アヴァリ〉）※日本テレビ版
- フランキー・ザ・フライ（ミゲル）
- フリー・ウィリー2（ドワイト〈ミケルティ・ウィリアムソン〉）※ソフト版
- プリズン（フューリー〈ダニー・トレホ〉）
- プリティ・ヘレン（エド・ポートマン）
- プリフォンテーン（シャウル・ラダーニ）
- ブルージーン・コップ ※日本テレビ版
- プルーフ・オブ・ライフ（エリック・ケズラー〈ゴットフリード・ジョン〉）
- ブルドッグ（フィッシュ）
- ブレイド（ドラゴネッティ〈ウド・キア〉）※ソフト版
- ブレイド2（ラインハルト〈ロン・パールマン〉）※ソフト版
- ブレイド3（アシャー・タロス〈カラム・キース・レニー〉）※ソフト版
- ブレイブ ワン
- PRESSURE/プレッシャー（エンゲル〈ダニー・ヒューストン〉）
- F.L.E.D./フレッド（ヘンリー・クラーク警部補）
- プレデター2（スコルピオの一味）※テレビ朝日版
- ブロークダウン・パレス（ダグ・デイヴィス〈トム・アマンデス〉）
- フローレス（トミー・ウォルシュ〈スキップ・サダス〉）
- プロテクター（リー・ヒン〈ピーター・ヤン〉[55]）※ソフト版
- プロブレムでぶ/何でそうなるの?!（クライド・スピノザ）
- フロム・ヘル（ネトリー〈ジェイソン・フレミング〉）※ソフト版
- ブロンクス物語（ボビー・バーズ）
- ベーゼ・モア（建築家〈マーク・リユウフォル〉）
- ペイチェック 消された記憶（ドッジ捜査官〈ジョー・モートン〉）※ソフト版
- ペイバック ※テレビ朝日版
- ベイブ/都会へ行く（麻薬取締官）※日本テレビ版
- ヘイル、シーザー!（ローレンス・ローレンツ〈レイフ・ファインズ〉、アーン・セスラム〈クリストファー・ランバート〉、グラックス〈クランシー・ブラウン〉）
- ペインテッド・デザート タフ劇場版（ボーンズ〈ロバート・アピーサ〉）
- ベガス・バケーション（リムジン運転手〈ジュリオ・オスカー・メチョソ〉）
- ヘルバウンド（ラインハルト・クリーガー）※VHS版
- ヘレディタリー/継承（スティーブ・グラハム〈ガブリエル・バーン〉）
- 弁護人（先輩弁護士〈チョン・ウォンジュン〉）
- ボーイズ・ドント・クライ（ブライアン）
- ボーデロ・オブ・ブラッド/血まみれの売春宿（カレント牧師〈クリス・サランドン〉）
- ポイズン（カール・クリューガー〈ユルゲン・プロホノフ〉）
- 僕たちのサマーキャンプ/親の居ぬ間に…（ノリス・プレスコット）
- 僕の妻はシャルロット・ゲンズブール（ジョン〈テレンス・スタンプ〉）
- 炎の大捜査線（シャン）
- 微笑みをもう一度（デイヴィス）
- ポリス・ストーリー3（ピエール〈ケルヴィン・ウォン〉）
- ホワイト・インフェルノ（マイケル・クーパー〈ジャック・ワグナー〉）
- ホワット・ライズ・ビニース（ドレイトン医師〈ジョー・モートン〉）
- ボン・ヴォヤージュ 運命の36時間（ブレモン）
- マーシャル博士の恐竜ランド（マット・ラウアー）
- マーベル・シネマティック・ユニバース
  - アベンジャーズ（男性理事）
  - マイティ・ソー/ダーク・ワールド（TVキャスター）
  - ガーディアンズ・オブ・ギャラクシー（デナリアン・サアル〈ピーター・セラフィノウィッツ〉）
- マイケル・コリンズ（ネッド・ブロイ〈スティーヴン・レイ〉）
- マイティ・ハート/愛と絆（ランダル・ベネット〈ウィル・パットン〉）
- マイノリティ・リポート（エディ・ソロモン医師〈ピーター・ストーメア〉）
- マイ・ファーザー 死の天使/アウシュヴィッツ収容所 人体実験医師（イェンス）
- 魔王（森林監視官〈ゴットフリード・ジョン〉）
- マキシマム・リスク（ペルマン〈ポール・ベン＝ヴィクター〉）※ソフト版
- マザー/アンドロイド（大尉）
- マスク・オブ・ゾロ（ロペス）※ソフト版
- マダムと奇人と殺人と（司祭）
- マチルダ（FBI捜査官ビル〈トレイシー・ウォルター〉）
- マックス（レイ・ウィンコット〈トーマス・ヘイデン・チャーチ〉）
- マックスQ（エリオット・ヘンシェル）
- マッドマックス2（ゼッタ）※テレビ朝日版
- マトリックス リローデッド（キーメーカー、ローランド船長）※劇場公開版
- マネー・トレーダー 銀行崩壊（サイモン・ジョーンズ）
- まぼろし（ジェラール）
- マリア（ヨアキム〈ショーン・トーブ〉）
- マレフィセント（将軍）
- マンティコアvsU.S.A.（スペンス・クラマー少佐〈ジェフ・フェイヒー〉）
- マンハッタン・ラプソディ（バリー・ニューフェルド〈オースティン・ペンドルトン〉）
- 未確認生命体 MAX マックス（レイ〈ウィリアム・サンダーソン〉）
- Mr.&Mrs. スミス（カーティス〈ラヴィル・イシヤノフ〉）※ソフト版
- ミスター・サンタを探して（ヒルリッジ）
- Mr.ディーズ（ジョージ、ナゾ〈ロブ・シュナイダー〉）
- Mr.マグー（博物館の館長）
- ミッション:インポッシブル/ゴースト・プロトコル（カート・ヘンドリックス〈ミカエル・ニクヴィスト〉）
- みにくいアヒルの子（オットー / リッジウェル〈エドワード・アルバート〉）
- ミュータント・ニンジャ・タートルズ2（タツ〈小幡利城〉）※劇場公開版
- ミュンヘン（パパ〈マイケル・ロンズデール〉）
- ミリオネア（メル・カイナー）
- ムーンライト・マイル（ベン・フロス〈ダスティン・ホフマン〉）
- メガ・シャークVSジャイアント・オクトパス（ラマー〈ショーン・ローラー〉）
- メジャーリーグ2（監督〈リチャード・シフ〉）
- Merry Christmas! 〜ロンドンに奇跡を起こした男〜（ホール）
- メリンダとメリンダ（マックス〈ラリー・パイン〉）
- メン・イン・ブラック（ジーブス〈トニー・シャルーブ〉）※ソフト版
- メン・イン・ブラック2（ジーブス〈トニー・シャルーブ〉）※ソフト版
- モータル・コンバット（監督）※旧ソフト版
- モッド・スクワッド（グリーン〈マイケル・オニール〉）
- 野獣教師（ジョニー・グレイズ〈ロドニー・A・グラント〉）※フジテレビ版
- ユーロトリップ（スコットの父〈ジェフリー・タンバー〉）
- ゆかいなブレディ一家/我が家がイチバン（ラリー・ディトマイヤー〈マイケル・マッキーン〉）
- ユニバーサル・ソルジャーシリーズ
  - ユニバーサル・ソルジャー（中尉）※テレビ朝日版
  - ユニバーサル・ソルジャーII（ウォーカー博士〈リチャード・マクミラン〉）
  - ユニバーサル・ソルジャーIII（ウォーカー博士〈リチャード・マクミラン〉）
  - ユニバーサル・ソルジャー/ザ・リターン（ディラン・コトナー博士〈ザンダー・バークレー〉 他）
- ライリー・ノース -復讐の女神-（モイゼス・ベルトラン〈ジョン・オーティス〉）
- ラウンダーズ（マッキノン判事）
- ラストスクリーム（マイク・ラゾ）
- ラスト・チャンスをあなたに（カジノ）
- ラスト・ボーイスカウト（カルヴィン・ベイナード議員〈チェルシー・ロス〉）※フジテレビ版
- ラリー・フリント（フリント兄弟の父、ウェバリー）
- ラングーンを越えて
- ランダウン ロッキング・ザ・アマゾン ※テレビ東京版
- ランナウェイ・カー（知事、メイソン医師）
- リーサル・ウェポン3（ハーマン・ウォルターズ）※テレビ朝日版
- リーピング（コスティガン〈スティーヴン・レイ〉）
- RE-ANIMATOR 死霊のしたたり3（ハーバート・ウエスト〈ジェフリー・コムズ〉）
- リチャードを探して（リッチモンド伯〈エイダン・クイン〉）
- リトル・ダンサー
- リトル・マーメイド（グリムズビー卿〈アート・マリック〉[56]）
- Re:プレイ（トラヴィット〈スティーヴン・ラング〉）
- リンガー! 替え玉★選手権（ヘンダーソン）
- ルームメイト ※テレビ朝日版
- ル・ブレ（コワルスキー〈ジェラール・ダルモン〉）
- レイク・フィアー（スティーヴ・カートランド〈ジョン・ゲッツ〉）
- 霊幻道士6 史上最強のキョンシー登場!!（村長〈金彪〉）
- レッド・ウォール（スコット・クラーク）
- レッド・オクトーバーを追え!（ジェフリー・ペルト〈リチャード・ジョーダン〉）※テレビ朝日版
- レッド・スコルピオン ※日本テレビ版
- レッドストーム（エリック・ポッサー所長〈エルウィン・スタインハウアー〉）
- レンブラントの夜警（ヘンドリック・アイレンブルグ〈ケヴィン・マクナルティ〉）
- ローズ・レッド:ザ・ビギニング（ダグ・ポージー）
- ローデッド・ウェポン1（ジグゾー〈ティム・カリー〉）※標準語版
- ロード・オブ・イリュージョン（ルーミス）
- ロード・トリップ パパは誰にも止められない!（オマリー〈ウィル・サッソー〉）
- RONIN（スペンス〈ショーン・ビーン〉）※ソフト版
- ロスト・バケーション（ナンシーの父〈ブレット・カレン〉）
- ロスト・ワールド/ジュラシック・パーク（カルロス〈ジェノ・シルバ〉）
- ロッキー・ザ・ファイナル（ルー・ディベラ、ウィリアム・トミルソン）
- ロックアウト（ルーミス）
- ロボコップ3（フレック〈ブラッドリー・ウィットフォード〉）※テレビ東京版・テレビ朝日版
- ワールズ・エンド 酔っぱらいが世界を救う!（ガイ・シェパード〈ピアース・ブロスナン〉）
- ワールド・オブ・ライズ（オマール・サディキ〈アリ・スリマン〉）
- ワイアット・アープ（ジェームズ・アープ）※ソフト版
- ワイルドグリズリー（フランク・ブラッドフォード）
- わたしが美しくなった100の秘密（ジョン・ドー、アダム・ウェスト）
- 101 ※テレビ朝日版
- ワンス・ビトゥン 恋のチューチューバンパイア（セバスチャン）

#### ドラマ
- アースG889（イェール）※VHS版
- アウトバーン・コップ（ディーター・ボンラート〈ゴッドフリート・フォルマー〉）
- アガサ・クリスティー ミス・マープル
  - パディントン発4時50分（トム・キャンベル警部〈ジョン・ハナー〉）
  - スリーピング・マーダー（ジャッキー・アフリック）
  - ゼロ時間へ（レイズンビー医師）
- アグリー・ベティ4（ベネット）
- アナザー・ライフ〜天国からの3日間〜 シーズン1 #10（ジム・ヒューイット）
- ALCATRAZ/アルカトラズ
- ER緊急救命室
  - シーズン3 #6（スキナー〈ラリー・アイゼンバーグ〉）、#14（アーチー〈ティム・バグレー〉）
  - シーズン3・4（タバッシュ〈テッド・ルーニー〉）
  - シーズン7・8（ゴードン・プライス〈マット・クレイヴン〉）
  - シーズン14 #7（主任〈イアン・パトリック・ウィリアムズ〉）
- エージェント・オブ・シールド（ストライテン博士〈ロン・グラス〉）
- エイリアス
- X-ファイル（タピア司令官〈ディーン・ノリス〉）※ソフト版
- NCIS:LA 〜極秘潜入捜査班（アルカディ・コルチェック〈ヴィト・ルギニス〉）
- NCIS 〜ネイビー犯罪捜査班
  - シーズン5 #5（ロジャー・ウォルシュ大佐〈タイタス・ウェリヴァー〉）
  - シーズン6 #3（パトリック・カイリー上院議員〈ティム・ディケイ〉）
- エレメンタリー ホームズ&ワトソン in NY
- F.B.EYE!! 相棒犬リーと女性捜査官スーの感動!事件簿 #15（ハーヴェイ・フィリップス）、#16から（マーティ・パヴォン検事補）
- カリフォルニケーション（ビル・ルイス）
- 巌窟王〜モンテ・クリスト伯（ルイジ・ヴァンパ）
- 救命医ハンク4 セレブ診療ファイル
- ギルモア・ガールズ（ブロジェット、チャーリー・ダヴェンポート）
- グッド・ドクター 名医の条件 シーズン1 #10、シーズン4 #5
- グッド・ワイフ（コリン・スウィーニー〈ディラン・ベイカー〉）
- クリミナル・マインド FBI行動分析課
  - シーズン3（ハワード）
  - シーズン4（ダニエル、ケイン）
  - シーズン7（ミルグラム将軍）
- 刑事ヴィスティング〜殺人鬼の足跡〜（ハンメル〈マッツ・オウスダル〉[57]）
- 刑事ナッシュ・ブリッジス（AJ・シマムラ〈ケイリー＝ヒロユキ・タガワ〉）
  - シーズン2 #9（ライル〈エリック・アラン・クレイマー〉）、#14（フランク）、#17（ハートマン医師〈ロバート・キャラダイン〉）、#20（デヴィッド・ウィルクス）
- 階伯〔ケベク〕（武王〈チェ・ジョンファン〉）
- 孔子（昭瞿〈王歓〉）
- ゴシップガール（ハワード・アーチボールド〈サム・ロバーズ〉）
- GOTHAM/ゴッサム（ハービー・ブロック〈ドナル・ローグ〉）
- ゴッドファーザー・オブ・ハーレム（ジョー・ボナンノ〈チャズ・パルミンテリ〉）
- ザ・タイタニック/運命の航海（チャールズ・ライトラー〈ケヴィン・マクナルティ〉）
- ザ・ブリッジ 〜国境に潜む闇（ハンク・ウェイド〈テッド・レヴィン〉）
- 三国志（陳宮、孟公威）※NHK-BS2版
- 三国志 Three Kingdoms（陳宮〈スン・ホンタオ〉）
- CSI:科学捜査班 シーズン2 #15（ラス・ブラッドリー〈ジェイソン・ベギー〉）
- ジーニアス:世紀の天才 アインシュタイン（フィリップ・レーナルト〈マイケル・マケルハットン〉[58]）
- シカゴ・ホープ（アーロン・シャット医師〈アダム・アーキン〉）
- シャイニング（ホレス・ダーウェント）※ソフト版
- ジャングル2（クマー）
- 主任警部モース ニコラス・クインの静かな世界（アル・ジャマラのシーク）
- 恕の人 -孔子伝-（予貢〈ロー・ガーリョン〉）
- 新アウターリミッツ シーズン1 #11（ゲイリー・ロズマン）
- SUITS/スーツ シーズン2 #4, #10（ローレンス・ケンプ〈ジョン・フィン〉）
- スタートレック:ディスカバリー シーズン3 #2（ザレ〈ジェイク・ウェバー〉）
- スティーブン・キングの悪魔の嵐（ルシアン）※NHK版
- スティーヴン・キングのキングダム・ホスピタル（ヘンリー・ヘイヴンズ医師）、#1（アール・スウィントン〈チャールズ・マーティン・スミス〉）
- スニーキー・ピート（ヴィンス〈ブライアン・クランストン〉）
- S.W.A.T. シーズン1 #16（フィル・グレンジャー〈デヴィッド・スターズィック〉）
- セックス/ライフ
- ゾウズ・フー・キル2 殺意の深層（マーティン・ヒュー）
- 曹操 -乱世奸雄-（袁紹〈スン・ホンタオ〉）
- 孫子兵法（孫憑〈楊念生〉）
- ダークエンジェル（ノーマル）※ソフト版
- ダーマー モンスター：ジェフリー・ダーマーの物語（ライオネル・ダーマー〈リチャード・ジェンキンス〉）
- 第一容疑者3 朽ちた野望（ラリー・ホール警部補〈マーク・ストロング〉）
- 対決スペルバインダー（ブライアン・レノルズ）
- タバサ #1（アンドルー・コリンズ教授）
- ダメージ（マーティン）
- チャーリー・ジェイド（エリオット・クロッグ）
- 推奴 〜チュノ〜
- ツイン・ピークス The Return（トミー・“ホーク”・ヒル〈マイケル・ホース〉）
- デクスター 〜警察官は殺人鬼（ハリー・モーガン〈ジェームズ・レマー〉）
- デンジャラス・ウーマン（ジュリアン・スペクター〈ダニエル・ヒュー・ケリー〉）
- ドールハウス Dollhouse シーズン2（マシュー・ハーディング〈キース・キャラダイン〉）
- ナース・ジャッキー3（ルー）
- バーン・ノーティス 元スパイの逆襲（ミロヴァン・ドラガス、リード・パーキンス、ストロング〈ジャック・コールマン〉）
- 犯罪捜査官 アナ・トラヴィス
- HEROES/ヒーローズ（ダンコ“ハンター”〈ジェリコ・イヴァネク〉）
- FARGO/ファーゴ（ルー・ソルヴァーソン〈キース・キャラダイン〉）
- ファン・ジニ（スマン）
- 弁護士イーライのふしぎな日常（スタンリー・ライム）
- ボードウォーク・エンパイア 欲望の街
- BONES（ウェイン・ケロッグ、フリン捜査官）
- ボディ・オブ・プルーフ 死体の証言（バド・モリス〈ジョン・キャロル・リンチ〉）
- ホテル・バビロン（マシューズ）
- マードック・ミステリー 〜刑事マードックの捜査ファイル〜（ニコラ・テスラ）
- マーニーと魔法の書（語り）
- MAD MEN（ダック・フィリップス〈マーク・モーゼス〉）
- マペット放送局（ウィリアム・シャトナー）
- ミス・マープル
  - 書斎の死体（スラック警部）
  - 動く指（エドワード・シミントン）
  - 魔術の殺人（マゼリック医師）
  - 鏡は横にひび割れて（ギルクリスト医師）
- ミディアム5 霊能者アリソン・デュボア（ヘクター・アルヴァレス）
- メルローズ・プレイス（ドクター・ピーター・バーンズ〈ジャック・ワグナー〉）
- ヤングライダーズ シーズン1 #13（ブラウン大佐）
- 愉快なシーバー家 シーズン1 #7（警官〈デニス・ヘイスバート〉）
- Life 真実へのパズル（テッド・アーリー〈アダム・アーキン〉）
- リゾーリ&アイルズ ヒロインたちの捜査線（ウィリアム・スコット）
- 冷血（ハロルド・ナイ〈レオ・ロッシ〉）
- ロー&オーダー シーズン16 #9
- ロイヤル・スキャンダル 〜エリザベス女王の苦悩〜
- ロイヤルファミリー
- 私はラブ・リーガル（レドモンド判事〈トニー・シアーズ〉）

#### アニメ
- アイアン・ジャイアント
- アドベンチャー・タイム（マーティン）
- アンデルセン・ストーリーズ（老紳士）
- インサイド・ヘッド（フランク）
  - インサイド・ヘッド2（マインドポリス2[59]）
- きよしこの夜 バスターとチョーンシーの素敵なクリスマス（偽公爵）
- くまのパディントン（ヘンリー・ブラウン、スペイン人 他）
- クワック・パック（ノーブル博士、警察官）
- ザ・シンプソンズ（ポルマイコ、エイブラハム・シンプソン〈2代目〉）
- ザ・リプレイス 大人とりかえ作戦（カー）
- シュガー・ラッシュ（グズタ）
- シュレックシリーズ
  - シュレック（スリー・ブラインド・マイス）
  - シュレック2（ケーキマン）
  - シュレック3（ケーキマン）
  - シュレック フォーエバー（ケーキマン）
- 少女チャングムの夢（チョン）
- 新 ルーニー・テューンズ（ペペ・ル・ピュー）
- スペース・レンジャー バズ・ライトイヤー 帝王ザーグを倒せ!（リトル・グリーン・メン 他）
- スター・ウォーズ/クローン・ウォーズ（テレビシリーズ）（ファロ・アーガイアス）
- スター・ウォーズ 反乱者たち（フェン・ラウ）
- スティーブン・スピルバーグのトゥーンシルバニア（デッドガー 他）
- スパイダーマン（ジョセフ（ジョー）・ロビー・ロバートソン）
- ソウルフル・ワールド（カウンセラー・ジェリー[60]）
- タンタンの冒険/ユニコーン号の秘密（アラン）
- トロン：ライジング（エイプル）
- 長ぐつをはいたネコ（バーテンダー）
- バグズ・ライフ（Mr.ソイル）
- バットマン（警備員）
- ブランディ アンド Mr.ウィスカーズ（ブラッド）
- プレーンズ2/ファイアー&レスキュー（ハーヴィ）
- マシューせんせい 〜ゆかいなヒルトップ病院〜（アティクス先生）
- Mr. インクレディブル（校長）
  - インクレディブル・ファミリー（市長[61]）
- ミュータント・タートルズ（半漁人レイ）※東和ビデオ版
- ヨセフ物語 〜夢の力〜（ファラオ）
- ライオン・キング2 シンバズ・プライド（スカー）
- リセス 〜ぼくらの休み時間〜（バズ・オルドリン）
- ルーニー・テューンズ・ショー（ペペ・ル・ピュー〈2代目〉）
- ロビン・フット（オットー）※バンダイ版

### テレビドラマ
- 噂の刑事トミーとマツ 第1シリーズ
  - 第45話「トミマツの、ヤマトよ永遠に」（1980年）
  - 第62話「キャッ! 水曜日の切り裂き魔」（1981年）
- 噂の刑事トミーとマツ 第2シリーズ
  - 第12話「トミーの月光仮面、恐怖の大爆走!」（1982年）
- 秘密のデカちゃん（1981年、TBS）[62]
- 火曜サスペンス劇場・球形の荒野（1981年）
- 事件記者チャボ! 第13話「チャボが怒ったらこわいぞ…」（1984年） - 小坂保男
- ニュードキュメンタリードラマ昭和 松本清張事件にせまる 第5話「帝銀事件と731部隊」（1984年）
- 松本清張サスペンス 隠花の飾り・遺墨（1986年）
- 仮面ライダーBLACK RX 第24話「パパはドラキュラ」（1989年） - 医師

### 映画
- 八甲田山（1977年、井上見習士官役）

### 舞台
- オンディーヌを求めて（声の出演）
- 情婦 検察側の証人（陪審員長）
- ボールは高く雲に入り（伊東）

### その他コンテンツ
- 奇跡体験!アンビリバボー（ナレーション、不定期担当）
- トイ・ストーリー 20周年スペシャル：無限の彼方へ さぁ行くぞ!（エド・キャットマル、ジョン・ラッツェンバーガー）

### シリーズ一覧
1. ↑  第1期（2008年）、第5期『-緑の魔女編-』
2. ↑  第1期（2008年 - 2009年）、第2期『II』（2010年 - 2011年）、第3期『III』（2018年）
3. ↑  第1期（2009年 - 2010年）、第2期『S』（2013年）、第3期『T』（2020年）
4. ↑  第1シリーズ（2012年 - 2013年）、第2シリーズ（2013年 - 2014年）、第3シリーズ（2020年 - 2021年）、第4シリーズ（2022年）、第5シリーズ（2024年）
5. ↑  第1期（2014年 - 2015年）、第2期『SECOND SEASON』（2015年）、第3期『actII』（2019年 - 2020年）
6. ↑  第1期（2014年）、第2期『√A』（2015年）、最終章『:re』（2018年）
7. ↑  Season 1（2019年）、Season 3（2023年）、Season 4（2025年）
8. ↑  第1期（2019年） 、第2期『2丁目』（2022年）
9. ↑  第一部（2021年）、第二部（2022年）